# Kumoterstwo
Kumoterstwo – wzajemne popieranie się ludzi związanych przynależnością do jakiejś grupy czy pokrewieństwem, zwykle dla osiągnięcia pozycji społecznej lub korzyści materialnych, nie opierające się na ocenie wartości tych osób, lecz na fakcie znajomości. Kumoterstwo jest pojęciem nieco szerszym niż nepotyzm, gdyż dotyczy nie tylko krewnych, ale znacznie częściej przyjaciół i znajomych.
Kumoterstwo jest na tyle powszechnym zjawiskiem na całym świecie, że w demokratycznych państwach postuluje się "przezroczystość" wszelkich procedur w życiu publicznym. O wspieranie znajomych oskarżani są nawet politycy z pierwszych stron gazet, jak prezydenci i premierzy. 